# Kraljevina Kent
Kraljevina Kent (engl. Kingdom of Kent; lat. Cantia regnum), bila je jutska kolonija, a kasnije i neovisna država u današnjoj jugoistočnoj Engleskoj. Osnovali su je u 5. stoljeću Juti, jedan od germanskih naroda koji se tada doselio na obale Britanije iz kontinentalne Europe nakon povlačenja rimskih jedinica. Bilo je jedno od sedam tradicionalnih kraljevstava tzv. Anglosaksonske heptarhije, ali je izgubilo neovisnost u 8. stoljeću, kada je postalo vazal kraljevstva Mercije. U 8. stoljeću je postao vazal Wessexa, da bi u 10. stoljeću pod vodstvom Wessexa postalo dio ujedinjene Kraljevine Engleske. Ime joj se od onda koristi za tradicijsku grofoviju Kent.
Prema legendama i starim povijesnim spisima, prvi kralj ove kraljevine bio je Hengest.
Vladarski naslov u latinskim je izvorima glasio rex, nikad regulus, osim u mlađoj legendi koja je govorila o Eormenredu. Uobičajeni naslov glasio je "kralj Kenta" (rex Cantiae) ili "kralj Kenćana" (rex Cantuariorum). Vidi Dodatak:Popis vladara Kenta.
- Britanija oko 800.
- Zastava Kenta.

## Vanjske poveznice
- Anglo-Saxon Kent Electronic Database (ASKED)  Arhivirana inačica izvorne stranice od 17. prosinca 2010. (Wayback Machine), cemetery database from the Institute of Archaeology